# 安達しほり
あだち（1977年4月14日 - ）は、日本のお笑い芸人。本名、安達 しほり（あだち しほり）。
東村プロダクション所属（かつてはプロダクション人力舎、ホリプロ所属）。東京都出身。桐朋女子中学校・高等学校、慶應義塾大学環境情報学部卒業。かつては安達女史（あだちじょし）、安達あられ（あだちあられ）という芸名で活動していた。

## 来歴
- 家族は医師の家系。小学生時代をアメリカとカナダで過ごした帰国子女であり、英語が堪能。
- スクールJCA7期生出身。当初はプロダクション人力舎に所属し、『東方女子』、『白無垢』（後に『白くま』と改名）、そして元FOFの有馬皐月との2人組『有馬皐月と安達しほり』のそれぞれのコンビで活動。過去に10回ほど解散を経験したことがあり、現・アップルパインのみほとのコンビとしても活動していたことがあった。プロダクション人力舎在籍当時には『ダウンタウン・セブン』（毎日放送・TBS系）の『怒れ!熱き日本人』に出演し、100万円を獲得したということがあった[1]。
- ホリプロ移籍後は、鈴木久美子（スクールJCA12期生、元男女お笑いトリオ『3D』、ピン芸人『スズックー』）と『ひるやすみ』というお笑いコンビでツッコミ役として活動していたが、2006年5月頃に解散。その後ピン芸人として活動する一方で、同じホリプロに所属していたピン芸人・あられ未希とのコンビ『安達あられ』としてライブに出演していたこともあった。2008年に入った辺りからしばらくはピン芸人一本で活動。
- 2008年10月に、同じホリプロ所属のよしこさんとのコンビ『ザ・アンモナイト』を結成。これ以後、このコンビでの活動中心となり、自らの名義も本名の『安達しほり』に戻っている。
- 2011年11月にザ・アンモナイトを解散。以降はお笑いでの活動を休止していたが、この4年7ヶ月後の2016年6月にザ・アンモナイトを再結成して活動を再開[2]（ザ・アンモナイトは2018年11月にコンビ名をワチュワナドゥに改名[3]）。再開後は母を介護しながら活動をしている[4]。
- 2021年現在は、『あだち』という名義を使用している。

## 芸風
- ピン芸人『安達女史』時代には、様々な人間観察などをした結果をまとめた研究発表風のネタにおいては、それらを「〜病」などと称し、横にボードを出してシールをめくりながらネタを披露して行くという流れのものを演じていた。この時は、眼鏡に白衣姿が主なステージ衣装だった。その後は、ベレー帽姿などで帰国子女経験を生かしたアメリカの「あるある」ネタ、DJに扮したネタなど、流暢な英語を交えながら色々なネタを演じていた。
- 『ザ・アンモナイト』では、結成当初のネタにおいては「はい、その魂胆丸見え～」と言ってツッコミを入れる役、様々な言葉・用語について全く違う解釈をするなどの役を務めていた。その後の、ベネズエラのテレノベラ（メロドラマ）の『ディアナ〜 禁断の罠』（アコララーダ）を元にしたコントにおいては「シャロン」の役で演じている（詳しくはザ・アンモナイト#芸風の節を参照）。

## 出演
※単独出演を掲載。ザ・アンモナイトとしての出演はワチュワナドゥ#出演の節を参照。

### テレビ
- アパッチナイトフジ （フジテレビ、「安達あられ」として出演）
- オシゴト交換 （テレビ東京）

プロデューサーから『『安達女史』のままだと、本当の学者なのか芸人なのか混乱するのでは』と言われたとのことで、本名で出演していた。
- ジャンプ!○○中（フジテレビ、2007年10月17日　安達あられの2人で出演）
- ラジかるッ （日本テレビ、2008年2月8日）

金曜日『ウエスポーン!女ののど自慢』に出演
- リンカーン （TBS、2008年2月12日）

「リンカーングルメコンテスト」の企画で出演、『カステラみそ汁』を作った。
- 浜ちゃんと! （読売テレビ、日本テレビ 他）

2008年3月12日（13日）、4月1日（2日）、5月13日（14日）は『西川史子のココロとカラダのお悩み相談クリニック』に出演
- 大人のソナタ（テレビ朝日） - 2009年5月10日
- 働くゴン!（日本テレビ）- 「インタビューされる主婦」役

### インターネットテレビ
- MIDTOWN TV『えみりの美女☆ラボ』（GyaO　レギュラー出演）

### 雑誌
- 週刊文春 （2008年3月13日号『高学歴おんな芸人が増殖中』 - P36～37）[5]。

### ライブ
- ホリプロお笑いジェンヌライブ

他